# هيرويوكي ناكاجيما
هيرويوكي ناكاجيما (باليابانية: 中島裕之 ) (و. 1982  م) هو لاعب كرة قاعدة، من اليابان، ولد في إتامي، هيوغو، شارك في الألعاب الأولمبية الصيفية 2008، يلعب كشورتستوب ‏.

## روابط خارجية
- هيرويوكي ناكاجيما على موقع دوري كرة القاعدة الرئيسي (الإنجليزية)
- هيرويوكي ناكاجيما على موقع الدوري الياباني لكرة القاعدة (الإنجليزية)
- هيرويوكي ناكاجيما على موقعبيزبول رفرنس.كوم (الدوري الثانوي) (الإنجليزية)
- هيرويوكي ناكاجيما على موقع إي إس بي إن.كوم (أم.أل.بي) (الإنجليزية)
- هيرويوكي ناكاجيما على موقع مشجعي الرسوم البيانية (الإنجليزية)
- هيرويوكي ناكاجيما على موقع أوليمبيديا (الإنجليزية)